# Jan Káňa (1990)
Jan Káňa (* 22. března 1990 v Ostravě) je český hokejový útočník.

## Hráčská kariéra
Ostravský rodák začínal ve vítkovickém klubu, kde prošel od mládeže až po seniorský hokej. Úspěchy v mládi zažil v dorostenecké sezoně 2005/06 a v juniorské sezoně 2008/09, jenž se radovali s titulu. Skvělé výkony v dorostenecké a juniorské lize hrával pravidelně v mládežnických reprezentací k přípravě na mistrovství světa. K reprezentační soutěži se dostal v roce 2009 a 2010, hrál v mistrovství světa juniorů a patřil k oporám týmu, ve 2009 se stal nejproduktivnějším hráčem české reprezentace. V roce 2007 byl draftován v CHL týmem Prince Edward Island Rocket z prvního kola celkově ze 33. místa. Sezonu 2007/08 odehrál celou v Prince Edward Island Rocket, po roce strávené v zámoří se vrátil do mateřského týmu. Kariéru mezi seniory plně nastartoval v ročníku 2009/10, hrával prozatím v nižší české lize za tým SK Horácká Slavia Třebíč, za Vítkovice odehrál pouze pět utkání. Ročník 2010/11 odehrál celou část za vítkovické mužstvo, jako nováček se stal nejlepším střelcem týmu, v playoff skončili ve finále a získali stříbrné medaile. Po sezoně byl zvolen nejlepším nováčkem roku. Následující sezonu zopakoval skvělé výkony a zlepšil si produktivitu z minule sezony o devět kanadských bodů, jenže v playoff vypadli hned v prvním kole a sezona pro Vítkovice skončila. Káňa se dohodl na výpomoc klubu HC Slovan Ústečtí Lvi, který bojoval o návrat do nejvyšší soutěže, finále playoff nezvládli a prohráli nad Chomutovem 3:4 na série. 5. ledna 2014 prodloužil s vedením HC Vítkovice Steel smlouvu o následující tři roky. Na skvělé výkony již nenavázal, v ročníku 2015/16 byl po 10 zápasech, ve kterých nezaznamenal žádný bod, byl poslán do nižší české ligy k týmu HC AZ Havířov 2010. První zápas za Havířov odehrál proti SK Kadaň, v zápase vstřelil dvě branky a připsal jsi jednu asistenci. Jeho tři body zajistili výhru 3:1.

## Ocenění a úspěchy
- 2011 ČHL-18 – Nejtrestanější hráč v playoff
- 2011 ČHL – Nejlepší nováček
- 2018 Postup s týmem HC RT Torax Poruba do 1.ČHL

## Prvenství
- Debut v ČHL - 20. prosince 2006 (HC Sparta Praha proti HC Vítkovice Steel)
- První asistence v ČHL - 9. února 2010 (HC Vítkovice Steel proti HC Eaton Pardubice)
- První gól v ČHL - 2. září 2010 (HC Energie Karlovy Vary proti HC Vítkovice Steel, českému brankáři Lukáši Mensatorovi)

## Klubová statistika
| Sezóna       | Klub                        | Soutěž       |     | Základní část | Základní část | Základní část | Základní část | Základní část |   | Play off | Play off | Play off | Play off | Play off |
| Sezóna       | Klub                        | Soutěž       | Z   | G             | A             | B             | TM            | Z             | G | A        | B        | TM       |          |          |
| 2003-04      | HC Vítkovice Steel 18       | ČHL-18       | 38  | 21            | 21            | 42            | 36            | 6             | 1 | 1        | 2        | 12       |          |          |
| 2004-05      | HC Vítkovice Steel 18       | ČHL-18       | 45  | 32            | 27            | 59            | 68            | 2             | 0 | 1        | 1        | 31       |          |          |
| 2004-05      | HC Vítkovice Steel 20       | ČHL-20       | 4   | 0             | 0             | 0             | 2             | —             | — | —        | —        | —        |          |          |
| 2005-06      | HC Vítkovice Steel 18       | ČHL-18       | 6   | 5             | 1             | 6             | 30            | 4             | 6 | 1        | 7        | 8        |          |          |
| 2005-06      | HC Vítkovice Steel 20       | ČHL-20       | 42  | 19            | 9             | 28            | 38            | 5             | 5 | 0        | 5        | 6        |          |          |
| 2006-07      | HC Vítkovice Steel 18       | ČHL-18       | 3   | 2             | 4             | 6             | 4             | 6             | 2 | 3        | 5        | 14       |          |          |
| 2006-07      | HC Vítkovice Steel 20       | ČHL-20       | 35  | 21            | 17            | 38            | 135           | 6             | 5 | 3        | 8        | 18       |          |          |
| 2006-07      | HC Vítkovice Steel          | ČHL          | 2   | 0             | 0             | 0             | 0             | —             | — | —        | —        | —        |          |          |
| 2007-08      | Prince Edward Island Rocket | QMJHL        | 67  | 24            | 19            | 43            | 56            | 4             | 0 | 4        | 4        | 2        |          |          |
| 2008-09      | HC Vítkovice Steel 20       | ČHL-20       | 23  | 22            | 21            | 43            | 85            | 10            | 5 | 10       | 15       | 12       |          |          |
| 2008-09      | HC Vítkovice Steel          | ČHL          | 5   | 0             | 0             | 0             | 25            | —             | — | —        | —        | —        |          |          |
| 2008-09      | HC VOKD Poruba              | 1.ČHL        | 6   | 0             | 1             | 1             | 0             | —             | — | —        | —        | —        |          |          |
| 2009-10      | HC Vítkovice Steel          | ČHL          | 5   | 0             | 1             | 1             | 4             | —             | — | —        | —        | —        |          |          |
| 2009-10      | SK Horácká Slavia Třebíč    | 1.ČHL        | 28  | 10            | 9             | 19            | 42            | 6             | 2 | 4        | 6        | 36       |          |          |
| 2010-11      | HC Vítkovice Steel          | ČHL          | 46  | 20            | 8             | 28            | 67            | 16            | 1 | 6        | 7        | 22       |          |          |
| 2011-12      | HC Vítkovice Steel          | ČHL          | 52  | 18            | 19            | 37            | 56            | 7             | 2 | 3        | 5        | 2        |          |          |
| 2011-12      | HC Slovan Ústečtí Lvi       | 1.ČHL        | 0   | 0             | 0             | 0             | 0             | 6             | 1 | 1        | 2        | 4        |          |          |
| 2012-13      | HC Vítkovice Steel          | ČHL          | 17  | 3             | 5             | 8             | 14            | 11            | 3 | 1        | 4        | 14       |          |          |
| 2013-14      | HC Vítkovice Steel          | ČHL          | 33  | 9             | 3             | 12            | 53            | 8             | 1 | 2        | 3        | 6        |          |          |
| 2014-15      | HC Vítkovice Steel          | ČHL          | 26  | 4             | 3             | 7             | 22            | —             | — | —        | —        | —        |          |          |
| 2015-16      | HC Vítkovice Steel          | ČHL          | 16  | 0             | 0             | 0             | 8             | —             | — | —        | —        | —        |          |          |
| 2015-16      | HC AZ Havířov 2010          | 1.ČHL        | 4   | 2             | 1             | 3             | 4             | —             | — | —        | —        | —        |          |          |
| 2015-16      | Salith Šumperk              | 1.ČHL        | 6   | 2             | 2             | 4             | 6             | —             | — | —        | —        | —        |          |          |
| 2016-17      | LHK Jestřábi Prostějov      | 1.ČHL        | 11  | 2             | 5             | 7             | 18            | —             | — | —        | —        | —        |          |          |
| 2017-18      | HK Brest                    | 1.FHL        | 8   | 3             | 1             | 4             | 8             | —             | — | —        | —        | —        |          |          |
| 2017-18      | HC RT Torax Poruba          | 2.ČHL        | 17  | 11            | 8             | 19            | 16            | 8             | 2 | 7        | 9        | 33       |          |          |
| 2018-19      | HC RT Torax Poruba          | 1.ČHL        | 55  | 14            | 26            | 40            | 50            | —             | — | —        | —        | —        |          |          |
| 2019-20      | HC RT Torax Poruba          | 1.ČHL        | 54  | 16            | 19            | 35            | 40            | 2             | 1 | 1        | 2        | 2        |          |          |
| 2020-21      | HC RT Torax Poruba          | 1.ČHL        | 13  | 3             | 3             | 6             | 8             | —             | — | —        | —        | —        |          |          |
| 2020-21      | EHF Passau Black Hawks      | 3.Něm.       | 13  | 7             | 10            | 17            | 2             | —             | — | —        | —        | —        |          |          |
| 2022-23      | HC Falcons Sokol Karviná    | KLLH         | 10  | 3             | 5             | 8             | 2             | —             | — | —        | —        | —        |          |          |
| 2023-24      | HK Baník Karviná            | KLLH         | 17  | 16            | 4             | 20            | 20            | —             | — | —        | —        | —        |          |          |
| Celkem v ČHL | Celkem v ČHL                | Celkem v ČHL | 186 | 54            | 39            | 93            | 241           | 42            | 7 | 12       | 19       | 44       |          |          |

## Reprezentace
| Rok    | Tým      | Soutěž | Z  | G  | A | B  | TM |
| ------ | -------- | ------ | -- | -- | - | -- | -- |
| 2009   | Česko 20 | MSJ    | 6  | 6  | 3 | 9  | 0  |
| 2010   | Česko 20 | MSJ    | 6  | 4  | 3 | 7  | 30 |
| Celkem | Celkem   | Celkem | 12 | 10 | 6 | 16 | 30 |